# Aquilegia atrata
Aquilegia atrata és una espècie de planta que pertany a la família de les ranunculàcies.

## Descripció

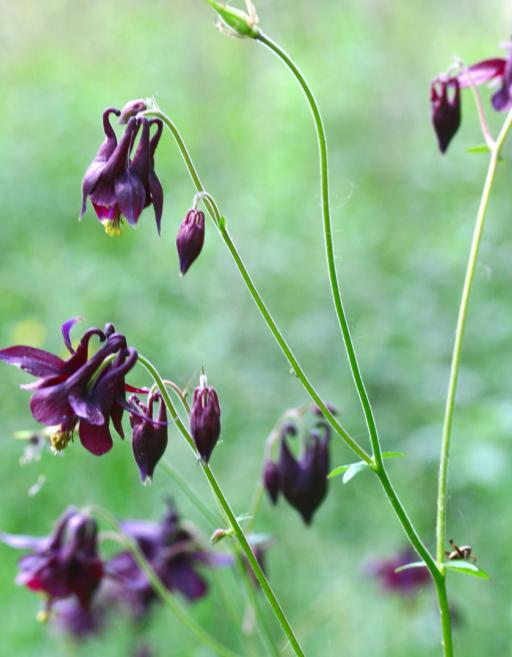
Exemple de tija ramificada

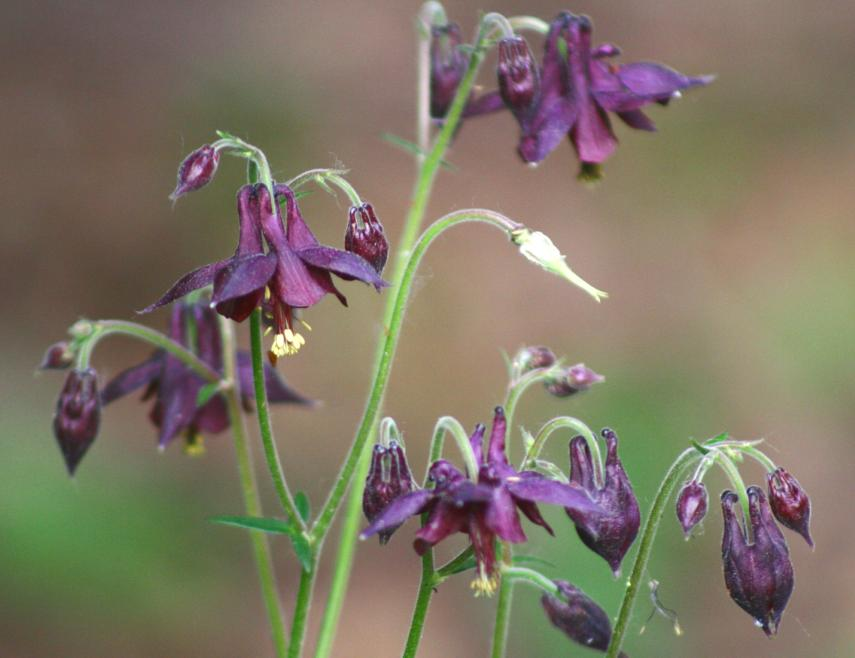
Inflorescència dAquilegia atrata

És una espècie de planta herbàcia perenne rizomatosa de 20 a 80 cm d'altura. Les seves arrels són un rizoma gran sense fibres evidents i que acaba en una roseta basal de fulles i les arrels secundàries a vegades poden ser esbiaixades. La seva tija és erecta amb secció cilíndrica, bastant allargada (màxim 80 cm), de fulla mitjana, brancada i pubescent, de vegades pot presentar reflexos morats, gairebé vermellosos foscos. Les fulles basals tenen un pecíol notable (fins a 20 cm); mentre que les caulinars són més petites i presenten una beina força evident. La forma és la mateixa tant la basal com per a la caulinar i és del tipus compost trilobulars, que es divideix en segments en forma de ventall 3x3 (làmina que acaba en lòbuls flabel·lats). Les fulles tenen un color verd intens a la part superior i glaucs a l'part inferior. La inflorescència consisteix en una tija ramificada amb 3-10 flors de panícula solta. Els peduncles són arquejats i glandulars. Les flors són pendulars de color morat fosc. La mida de les flors, portades per peduncles llargs (fins a 5 cm), és de 3–4 cm de diàmetre i pengen. La flor actinomorfa i diapetal es compon de dos verticel·lis un extern i un intern. A l'exterior té 5 tèpals en forma de pètal, espatulats amb una forma ovalada i lanceolada; el més intern està format per 5 nectaris. El pètal en forma de caputxa s'estén en un esperó enganxat. Els estams són grocs, més llargs que els pètals (i per tant surten com una columna que sobresurt) i són molt nombrosos (de vegades fins a 50). Els carpels (pistils) són 5 i independents.
Les flors són fragants i hermafrodites. Les flors floreixen entre maig i juliol i són pol·linitzades per diferents insectes. Com que el nèctar es troba a la part més interna de la flor, els borinots es veuen obligats a perforar la superfície de l'esperó protector amb la seva probòscide. El fruit està format per 5 fol·licles pubescents connectats a la flor de la base.

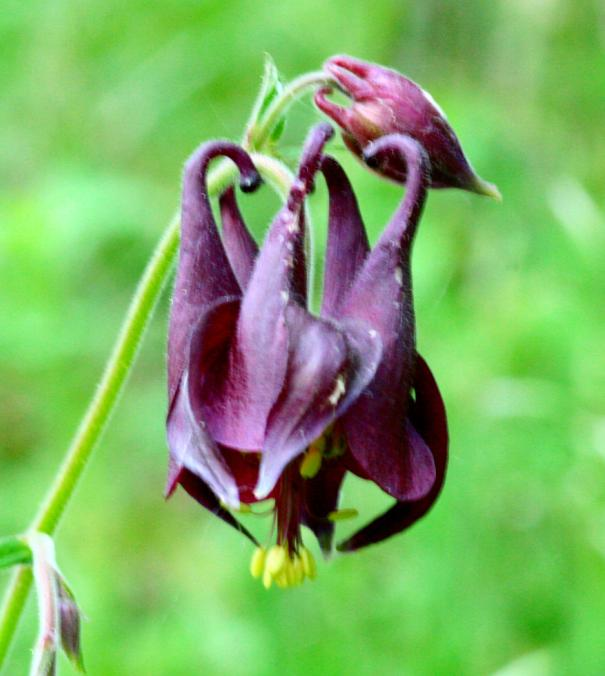
Flor que floreix
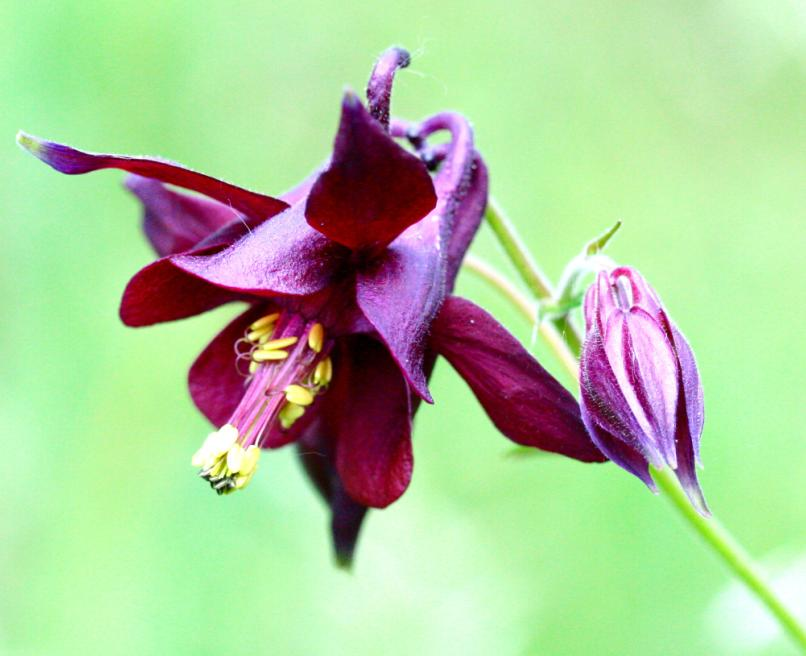
Flor amb estams de columna que sobresurt
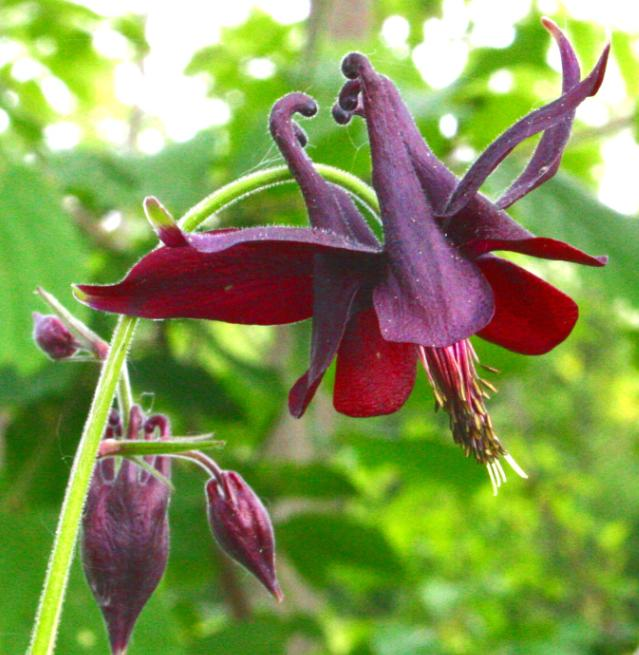
La flor penjant
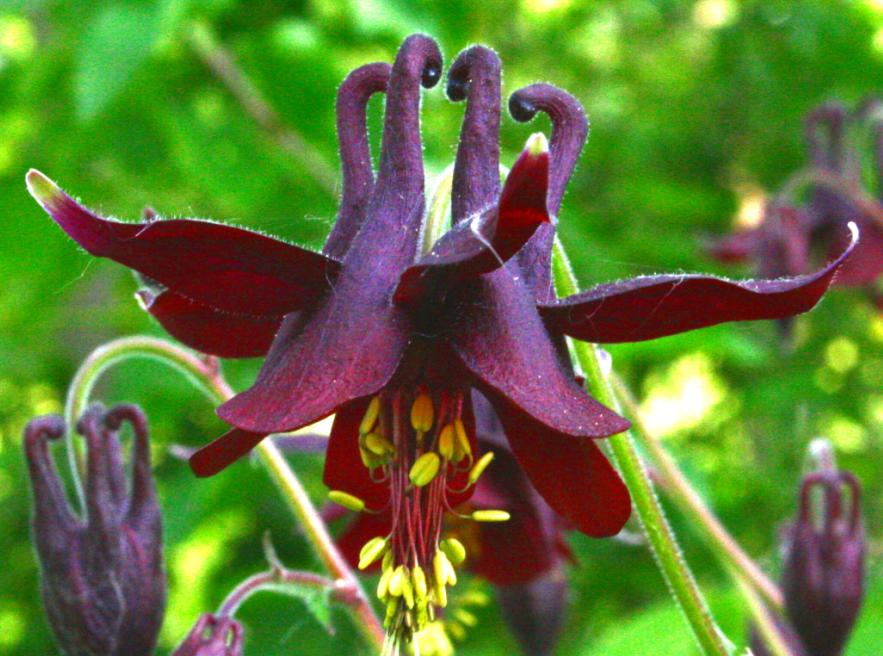
Esperons de ganxo dels pètals exteriors

## Distribució i hàbitat
La planta és originària al sud-oest d'Europa, principalment en zones muntanyoses. A Itàlia es troba des dels 400 m fins als 1700 msnm. Té un caràcter nitròfil i es troba a sòls calcaris, a pastures i a les vores dels boscos caducifolis en sòls rics en humus. És una planta protegida.

## Etnobotànica
En medicina popular té les següents propietats: astringent, detergent, antisèptic, diürètic, diaforètic, calmant i depuratiu. Les seves propietats alcohòliques es van utilitzar per als mals de cap. Les seves llavors eren utilitzades contra la sarna i la dermatofitosi. Altres malalties van ser tractades amb infusions de les seves fulles. En l'homeopatia s'utilitza com a sedant. Tot i això, es considera una planta molt verinosa perquè produeix alcaloides tòxics i àcid cianhídric. Els primers símptomes de possible enverinament són els següents: desacceleració cardíaca, ardor de l'epidermis i vòmits.

## Taxonomia
Aquilegia atrata va ser descrita per  W.D.J.Koch i publicada a Flora, 13(1, no. 8): 119, a l'any 1830.
Etimologia
Aquilegia : nom genèric que deriva del llatí aquila = "àguila", en referència a la forma dels pètals de la qual se'n diu que és com l'urpa d'una àguila.
atrata: epítet llatí que significa "negre"

## Galeria d'imatges

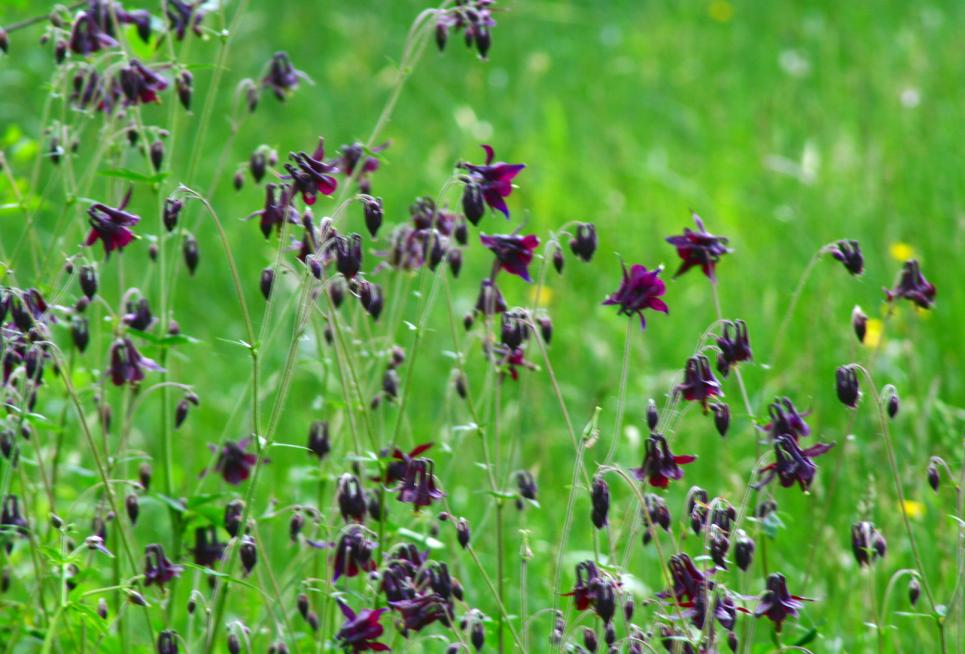
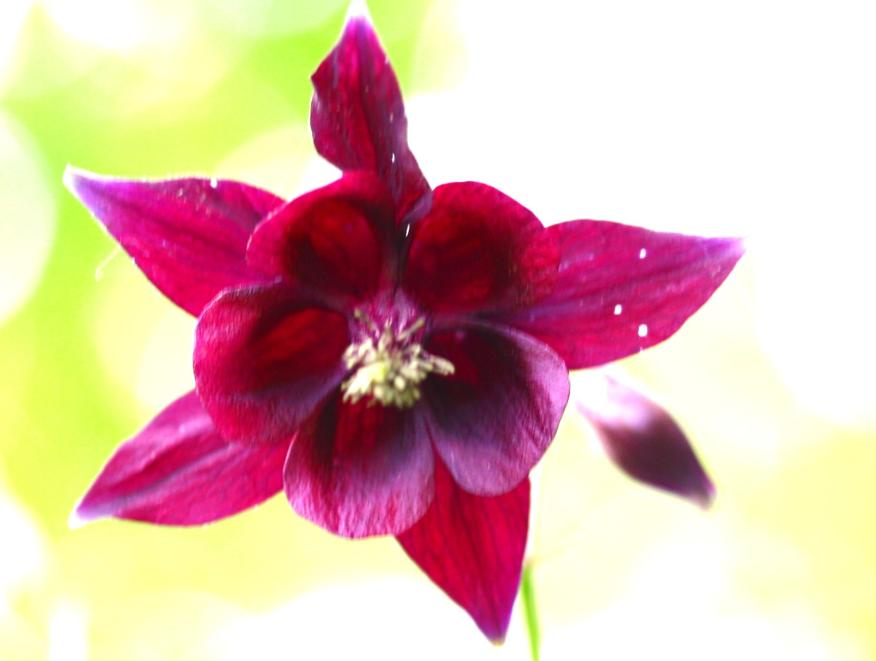
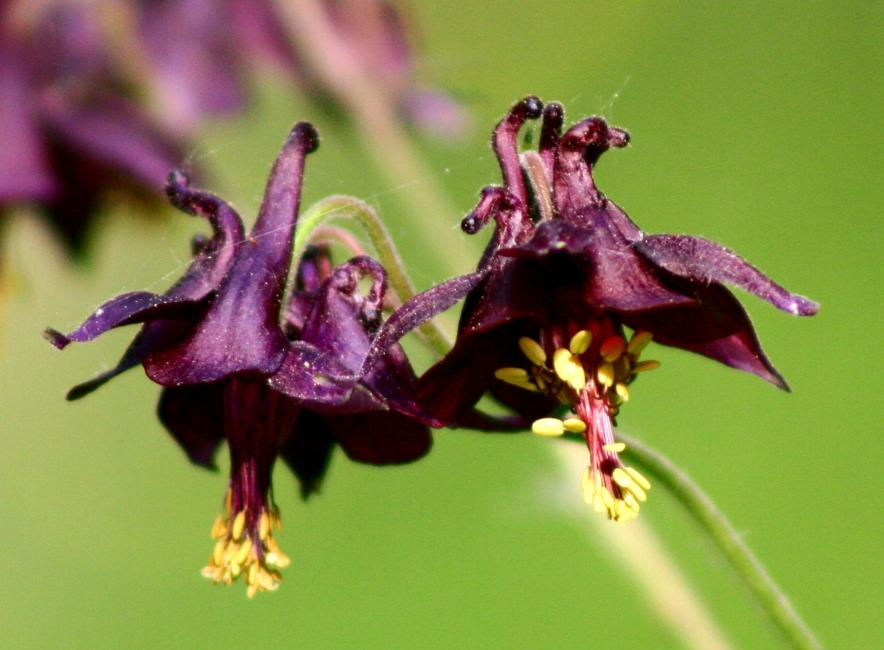
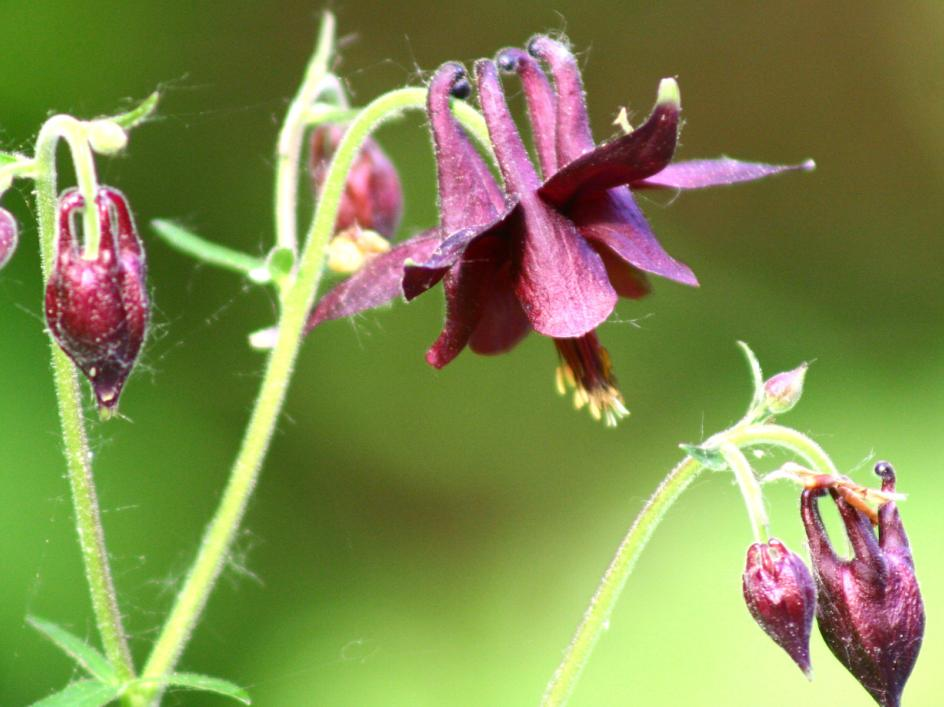